# Oceanides bryani
Oceanides bryani är en insektsart som beskrevs av Robert L. Usinger 1942. Oceanides bryani ingår i släktet Oceanides och familjen fröskinnbaggar. Inga underarter finns listade i Catalogue of Life.